# Парадоксы квантовой механики
Парадоксы квантовой механики — наглядные проявления противоречий между законами квантовой механики и законами классической механики. Обычные представления классической физики сталкиваются с большими трудностями в объяснении многих эффектов в микромире. Например, основополагающий квантовомеханический принцип неопределённости утверждает, что невозможно одновременно достаточно точно измерить координату и импульс частицы.

## Проходит ли фотон сразу через две щели?

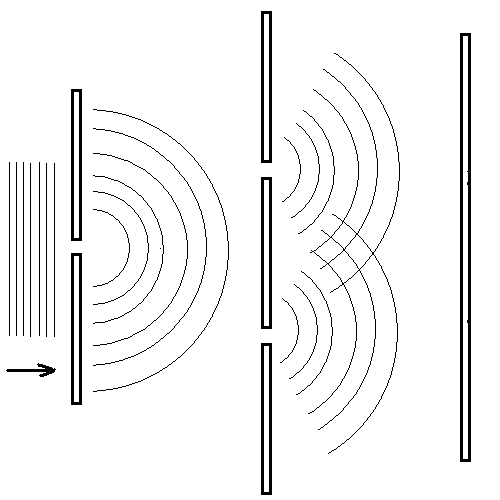
Парадокс двух щелей в квантовой механике

Рассмотрим непрозрачный для света экран с двумя щелями (см. рис). Осветим его светом от монохроматического источника. На фотопластинке позади экрана появится согласующаяся с представлением о свете как волне дифракционная картина, вызванная интерференцией волн, прошедших через две щели.
Теперь рассмотрим свет как поток частиц — фотонов. С точки зрения классической механики, каждый фотон попадает на пластинку либо через первую, либо через вторую щель.
Найдем на фотопластинке точку с интерференционным минимумом освещенности. Закроем одну щель. С точки зрения представлений классической механики, никакого воздействия на фотоны, проходящие через другую щель, закрытие этой щели не окажет. Тем не менее мы увидим, что интерференционный минимум освещенности исчезнет, на него начнут падать фотоны из другой щели. Каждый отдельный фотон начинает вести себя как волна.

### Объяснение парадокса
Невозможно установить, через какую щель проходит фотон, без разрушения всей дифракционной картины.
Обозначим через {\displaystyle \omega } малый угол между путями фотона через верхнюю и нижнюю щели. Разность между импульсами фотона, переданными диафрагме, будет {\displaystyle \hbar k\omega }, где {\displaystyle \hbar } — постоянная Планка, {\displaystyle k} — волновое число. Но измерение импульса диафрагмы с такой точностью согласно соотношению неопределенностей, повлечет за собой неопределенность в положении диафрагмы, не меньшую, чем {\displaystyle {\frac {1}{k\omega }}}. Если диафрагма, содержащая две щели, находится посередине между диафрагмой с одной щелью и фотопластинкой, то число интерференционных полос на единицу длины равно {\displaystyle k\omega }. Но такую же неопределенность в положении полос вызывает неопределенность в положении диафрагмы, не меньшая чем {\displaystyle {\frac {1}{k\omega }}}. Следовательно, интерференционная картина в результате попытки измерения импульса фотонов, с точностью, необходимой для определения, через какую щель они проходят, полностью исчезает.
При другом способе вычислений, для определения, через какую щель проходит фотон, необходимо, чтобы ошибка {\displaystyle \Delta x} в определении координаты фотона была бы меньше четверти расстояния {\displaystyle d} между щелями:
{\displaystyle \Delta x<{\frac {d}{4}}} (1).
Определим максимально допустимую неопределённость в значении импульса {\displaystyle \Delta p_{x}}, которая ещё не приведёт к полному уничтожению дифракционной картины на экране. Из условия интерференции (разность хода световых волн от щелей в экране до максимумов интерференционной картины равна целому числу длин волн) следует, что {\displaystyle d\Delta \theta ={\frac {\lambda }{4}}}. Здесь {\displaystyle \Delta \theta } — угол между направлениями на соседние максимум и минимум интерференционной картины, {\displaystyle \lambda } — длина волны падающего света. Неопределённость в значении импульса {\displaystyle \Delta p_{x}} может быть определена как {\displaystyle \Delta p_{x}=p\Delta \theta _{1}}, где {\displaystyle p} — импульс фотона. Неопределённость направления импульса {\displaystyle \Delta \theta _{1}} не должна превышать угол между направлениями на соседние максимум и минимум интерференционной картины {\displaystyle \Delta \theta }: {\displaystyle {\frac {\Delta p_{x}}{p}}<{\frac {\lambda }{4d}}}. Используя соотношение между импульсом фотона и длиной волны: {\displaystyle p={\frac {h}{\lambda }}}, получаем:
{\displaystyle 4d\Delta p_{x}<\hbar } (2),
Перемножая неравенства (1) и (2), получаем условие одновременного проявления светом корпускулярных и волновых свойств:
{\displaystyle \Delta x\Delta p_{x}<{\frac {2\pi \hbar }{16}}}.
Это условие противоречит принципу неопределённости {\displaystyle \Delta x\Delta p_{x}\geqslant {\frac {\hbar }{2}}}. Таким образом, установление того, через какую щель пролетают фотоны, разрушает всю интерференционную картину. Эксперимент, в котором фотоны одновременно проявляют корпускулярные и волновые свойства, невозможно провести в принципе.
В квантовой механике в эксперименте с двумя щелями складываются не вероятности прохождения фотонов через обе щели, как в классической механике, а амплитуды вероятностей. Обозначим {\displaystyle E} амплитуду вероятности света за экраном, {\displaystyle E_{1}} и {\displaystyle E_{2}} амплитуды вероятностей света от обеих щелей экрана. Вероятность найти фотон в точке за щелями равна квадрату амплитуды вероятности:
{\displaystyle E^{2}=(E_{1}+E_{2})^{2}=E_{1}^{2}+E_{2}^{2}+2E_{1}E_{2}}
Отсюда очевидно, что вероятность нахождения фотона в точке за экраном не равна сумме вероятностей прохождения фотоном обеих щелей.

## Нелокальное воздействие
Нарушение принципа локальности в квантовой механике наблюдается, в частности, в рамках концепции квантовой запутанности, когда квантовые состояния двух или большего числа объектов оказываются взаимозависимыми, даже если эти объекты разнесены в пространстве за пределы любых известных взаимодействий.
Одно из проявлений нелокального характера силового воздействия в квантовой механике — эффект Ааронова — Бома.

## Проблема выбора интерпретации
Принципиальное значение для понимания интерпретации квантовой механики имело рассмотрение парадокса Эйнштейна — Подольского — Розена, заключающегося в том, что, согласно квантовой механике, возможны корреляции между различными измерениями, проводимыми в разных точках, разделённых пространственноподобными интервалами (что, согласно теории относительности, казалось бы, исключает возможность существования корреляций). Подобного рода корреляции возникают потому, что результат измерений в какой-либо одной точке меняет информацию о системе и позволяет предсказывать результаты измерения в другой точке (без участия какого-либо материального носителя, который должен был бы двигаться со сверхсветовой скоростью, чтобы обеспечить влияние одного измерения на другое).
Возможность проверить количественно при измерении указанных корреляций отличие предсказаний квантовой механики от предсказаний любой теории со скрытыми параметрами (в рамках специальной теории относительности) была указана Дж. Беллом в 1964 году. Экспериментальная проверка неравенства Белла свидетельствует в пользу принятой интерпретации квантовой механики.

### Классические труды
- Гейзенберг В. Физические принципы квантовой теории
- Паули В. Общие принципы волновой механики
- Дирак П. Принципы квантовой механики
- Нейман И. Математические основы квантовой механики. — М.: Наука, 1964.

### Учебная
- Блохинцев Д. И. Основы квантовой механики
- Ландау Л. Д., Лифшиц Е. М. Квантовая механика (нерелятивистская теория). — («Теоретическая физика», том III). издание?
- Шифф Л. Квантовая механика
- Давыдов А. С. Квантовая механика
- Фейнман Р., Лейтон Р., Сэндс М. Квантовая механика.
- Мессиа А. Квантовая механика
- Джеммер М. Эволюция понятий квантовой механики

### Научно-популярная
- Олег Фейгин. Парадоксы квантового мира. — М.: Эксмо, 2012. — 288 с. — (Тайны мироздания). — 3000 экз. — ISBN 9785699530168.
- Пайерлс Р. Е. Законы природы. — М.: Физматлит, 1958. — 339 с.
- Пенроуз Р. Новый ум короля. — М.: Едиториал УРСС, 2003. — 339 с. — ISBN 5-354-00005-X.